# Faiz Karizi
Faiz Karizi (persisch فيض كاريزي) (* 1953 in Kar-e Zamin, einer Vorstadt von Kabul)  ist ein afghanischer Sänger. Er wird auch als „König der Folklore-Musik“ bezeichnet. Zurzeit (2008) lebt er in Schweden.
Während seiner High-School-Jahre beteiligte er sich an sozialen und künstlerischen Aktivitäten. Seine Mitschüler und Lehrer ermutigten ihn zu singen. Im Jahr 1978 trat er im nationalen Fernsehen von Afghanistan auf und wurde schnell zu einem berühmten Sänger. Während dieser Zeit begann er mit der Aufnahme verschiedener Alben. Später zog er nach Peschawar in Pakistan. Im Jahr 2001 floh Karizi nach Schweden.

## Diskografie
Veröffentlichungen im Exil
- Live in Concert
- Awara
- Jan-e Madar
- Mah-e Tabaan
- Merza Khan
- Qesa ha
- Wasl (2008)